# Gnophos signatus
Gnophos signatus là một loài bướm đêm trong họ Geometridae.